# Conde de Paçô Vieira
Conde de Paçô Vieira é um título nobiliárquico criado por D. Carlos I de Portugal, por Decreto de 3 de Setembro de 1896, em favor de Alfredo Vieira Coelho Peixoto de Vilas-Boas, antes 2.° Barão de Paçô Vieira.
Titulares
1. Alfredo Vieira Coelho Peixoto de Vilas-Boas, 2.° Barão e 1.° Conde de Paçô Vieira.

Após a Implantação da República Portuguesa, e com o fim do sistema nobiliárquico, usou o título: 
1. Fernando Coelho Vieira Peixoto Pinto de Vilas-Boas, 3.° Barão e 2.° Conde de Paçô Vieira.